# Гаррі та син
Гаррі та син (англ. Harry & Son) — американський кінофільм режисера Пола Ньюмана знятий у 1984 році. Слоган стрічки — «Only a hard-nose writes off his kid - Only a hero has the courage to change».

## Сюжет
Фільм про взаємовідносини простого американця Гаррі (Пол Ньюман) зі своїм сином Говардом (Роббі Бенсон). Гаррі — майстер своєї справи, але втрачає роботу за станом здоров'я. Він відчайдушно намагається направити на «шлях істинний» свого сина Говарда, проте той не хоче повторити шлях батька і мріє зовсім про інше...

## У ролях
| Актор          | Роль          |
| -------------- | ------------- |
| Пол Ньюман     | Гаррі Кіч     |
| Роббі Бенсон   | Говард Кіч    |
| Еллен Баркін   | Кеті Віловскі |
| Вілфорд Брімлі | Том Кіч       |
| Джудіт Айві    | Саллі         |
| Оссі Девіс     | Реймонд       |
| Морган Фріман  | Симановський  |
| Джоан Вудвард  | Ліллі         |
| Кетрін Боровіц | Ніна          |
| Морі Чайкін    | Лоуренс       |